# Kajmánhalfélék
A kajmánhalfélék (Lepisosteidae) a csontos halak (Osteichthyes) főosztályában a kajmánhal-alakúak (Lepisosteiformes vagy Semionotiformes) rendjének egyetlen családja. (Egyes rendszerezők szerint a Lepisosteiformes és a Semionotiformes két külön rendet alkot, amelyek közül a kajmánhalféléket az elsőbe sorolják.)
Némely szerzők a rendet mozaikpáncélosok (Rhomboganoidea) néven említik; ez a terminus elavult.

## Rendszerezésük
A családba két nem tartozik összesen hét fajjal:
- Atractosteus  (Rafinesque, 1820) – 3 faj
  - aligátorhal (Atractosteus spatula)
  - Atractosteus tristoechus
  - Atractosteus tropicus
- Lepisosteus  (Lacepède, 1803) – 4 faj
  - pettyes kajmánhal (Lepisosteus oculatus)
  - Lepisosteus osseus
  - Lepisosteus platostomus
  - Lepisosteus platyrhincus